# 蝦餃
蝦餃（ハーガオ、アルファベット表記:ha gow,hagaau ）は、広東料理に分類される点心の一種。エビを主たる材料とすることに特徴のある蒸し餃子である  。

## 呼称
中国語においては、特に中国南方で水晶餃という漢字表記がある。
日本語においては、説明的にエビ蒸し餃子・エビ餃子・広東風エビ餃子などと呼称されることが多く、大手食品会社から発売されている蝦餃のチルド食品にもそのような呼称が用いられている。
中国においては、蝦餃はしばしば焼売と一緒に並べて提供されることが多く、このような方法で提供される場合、まとめてハーガオシューマイ（中国語: 蝦餃燒賣）と呼称される。

## 概要
蝦餃は透明な外観を呈し、また滑らかである。 蝦餃は広州郊外で考案された料理と言われているが、その後広く普及し、今では点心の料理人の技の巧拙を決する料理であると言われている。 伝統的に、蝦餃を包む際には、その皮に少なくとも7つ、出来れば10以上のひだをつける必要があるとされている。皮は薄くて半透明である必要があるが、箸でつまみ上げた時に皮が破れない程度には頑丈でなければならない。また紙、容器、蒸籠内の他の蝦餃と付着せぬようにせねばならない。エビにはよく火を通す必要があるが、火の通しすぎも禁物である。具の量は多くあるべきであるが、一口で食べられるほどでなければならない。